# J. Jiquel Lanoe

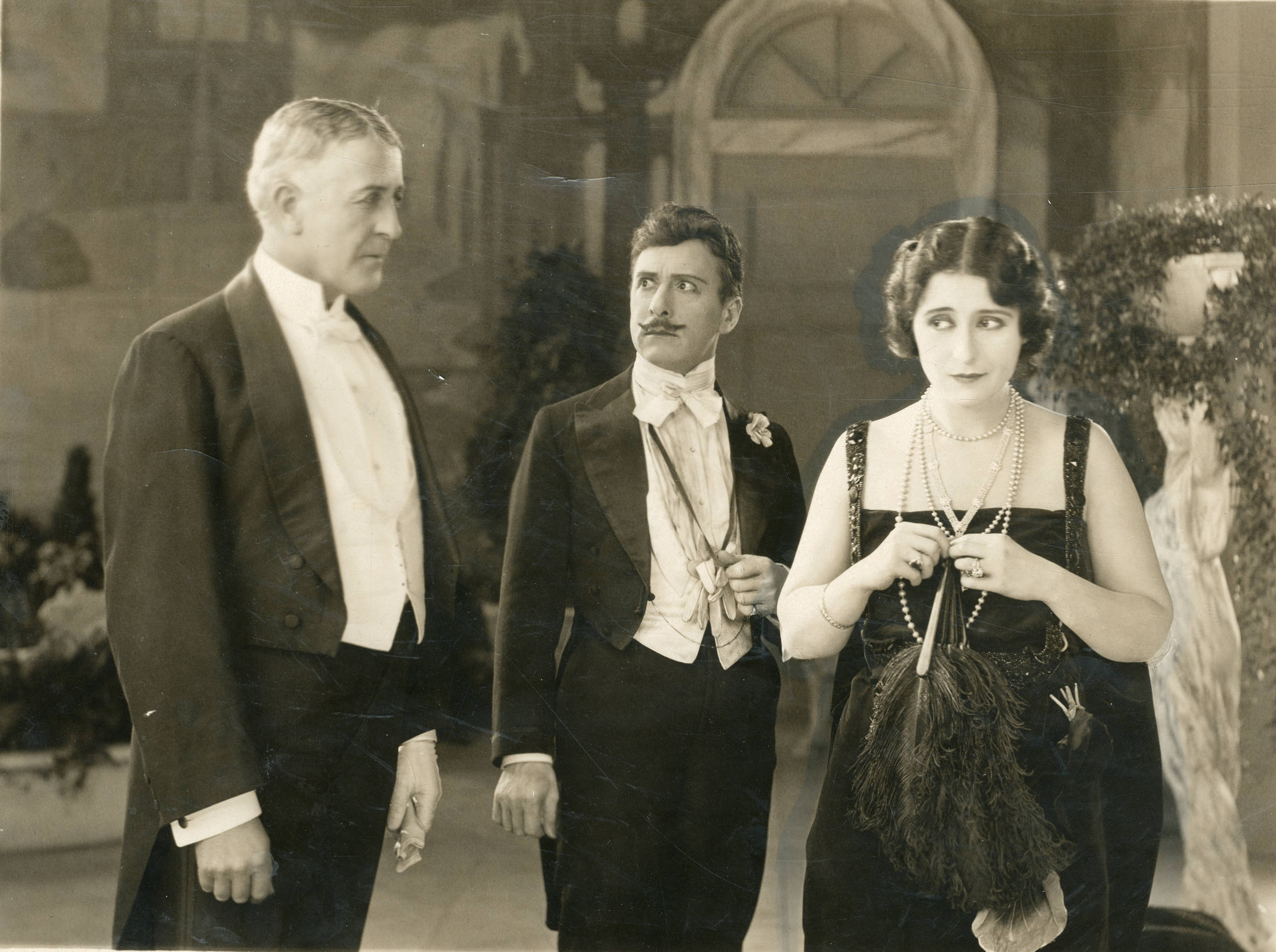
Scena da The Forbidden Woman (1920)

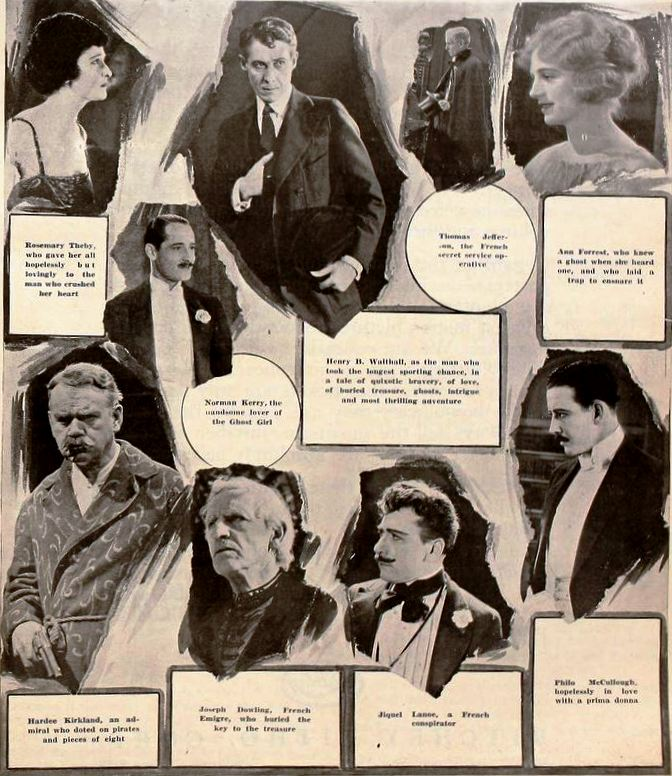
Pubblicità per A Splendid Hazard (1920)

J. Jiquel Lanoe (fl. XX secolo) è stato un attore francese.

## Biografia
Joseph Jiquel Lanoe lavorò come attore di cinema e teatro negli Stati Uniti. Ebbe ruoli in più di 100 film di American Biograph. Era omosessuale e D. W. Griffith lo scelse per il personaggio dell'eunuco gay in Giuditta di Betulla.

## Filmografia parziale
- Fate's Turning, regia di David W. Griffith – cortometraggio (1911)
- The Eternal Mother, regia di D.W. Griffith – cortometraggio (1911)
- Her Awakening, regia di D.W. Griffith – cortometraggio  (1911)
- The Battle, regia di D.W. Griffith – cortometraggio (1911)
- The Old Bookkeeper, regia di David W. Griffith – cortometraggio (1912)
- Iola's Promise, regia di David W. Griffith – cortometraggio (1912)
- My Hero, regia di D.W. Griffith – cortometraggio (1912)
- The Transformation of Mike, regia di David W. Griffith – cortometraggio (1912)
- The God Within, regia di David W. Griffith – cortometraggio (1912)
- The Inner Circle, regia di David W. Griffith – cortometraggio (1912)
- The Punishment regia di David W. Griffith – cortometraggio (1912)
- The Spirit Awakened, regia di David W. Griffith – cortometraggio (1912)
- A Sailor's Heart, regia di Wilfred Lucas – cortometraggio (1912)
- A Beast at Bay, regia di David W. Griffith – cortometraggio (1912)
- With the Enemy's Help, regia di Wilfred Lucas – cortometraggio (1912)
- Just Like a Woman, regia di David W. Griffith – cortometraggio (1912)
- The Narrow Road, regia di David W. Griffith – cortometraggio (1912)
- A Voice from the Deep, regia di Mack Sennett – cortometraggio (1912)
- An Outcast Among Outcasts, regia di David W. Griffith e Wilfred Lucas – cortometraggio (1912)
- The Sorrowful Shore, regia di David W. Griffith – cortometraggio (1912)
- The Burglar's Dilemma, regia di David W. Griffith – cortometraggio (1912)
- A Dash Through the Clouds, regia di Mack Sennett – cortometraggio (1912)
- For His Son, regia di D.W. Griffith – cortometraggio (1912)
- A Feud in the Kentucky Hills, regia di D.W. Griffith – cortometraggio (1912)
- Three Friends, regia di D.W. Griffith – cortometraggio (1913)
- The Lady and the Mouse, regia di D.W. Griffith -  cortometraggio (1913)
- The Mothering Heart, regia di D.W. Griffith – cortometraggio (1913)
- Pirate Gold, regia di Wilfred Lucas – cortometraggio (1913)
- Oil and Water, regia di D.W. Griffith – cortometraggio (1913)
- Red Hicks Defies the World, regia di Dell Henderson – cortometraggio (1913)
- Madonna of the Storm,regia di David W. Griffith – cortometraggio (1913)
- Death's Marathon, regia di David W. Griffith – cortometraggio (1913)
- The Hero of Little Italy, regia di D.W. Griffith – cortometraggio (1913)
- The Unwelcome Guest, regia di D.W. Griffith – cortometraggio (1913)
- Love in an Apartment Hotel, regia di D.W. Griffith – cortometraggio (1913)
- Almost a Wild Man, regia di Dell Henderson – cortometraggio (1913)
- The Yaqui Cur, regia di D.W. Griffith – cortometraggio (1913)
- Giuditta di Betulla (Judith of Bethulia), regia di D.W. Griffith (1914)
- Brute Force, regia di D.W. Griffith – cortometraggio (1914)
- The Eternal City, regia di Edwin S. Porter e Hugh Ford (1915)
- A Splendid Hazard, regia di Allan Dwan (1920)
- The Forbidden Woman, regia di Harry Garson (1920)
- Jazz-Band (Prodigal Daughters), regia di Sam Wood (1923)